# Новогребельська сільська рада (Роменський район)
Новогре́бельська сільська́ ра́да — колишній орган місцевого самоврядування в Роменському районі Сумської області. Адміністративний центр — село Нова Гребля.

## Загальні відомості
- Населення ради: 936 осіб (станом на 2001 рік)

## Історія
05.02.1965 Указом Президії Верховної Ради Української РСР передано Волошнівську, Новогребельську, Хоминцівську та Ярошівську сільради Срібнянського району Чернігівської області — до складу Роменського району Сумської області.

## Населені пункти
Сільській раді підпорядковані населені пункти:
- с. Нова Гребля
- с. Голінка
- с. Залатиха

### Колишні населені пункти
- с. Першотравневе, зняте з обліку 2003 року

## Склад ради
Рада складається з 14 депутатів та голови.
- Голова ради: Устенко Юрій Миколайович
- Секретар ради: Яковенко Лідія Іванівна

### Керівний склад попередніх скликань
| Прізвище, ім'я, по батькові | Основні відомості                                                                           | Дата обрання | Дата звільнення |
| --------------------------- | ------------------------------------------------------------------------------------------- | ------------ | --------------- |
| Устенко Юрій Миколайович    | Сільський голова, 1958 року народження, освіта вища, Всеукраїнське об'єднання «Батьківщина» | 26.03.2006   | 31.10.2010      |
| Устенко Юрій Миколайович    | Сільський голова, 1958 року народження, освіта вища, безпартійний                           | 31.10.2010   |                 |

Примітка: таблиця складена за даними сайту Верховної Ради України